# صبحي أبو لغد
صبحي أبو لغد إعلامي فلسطيني، من مؤسسي إذاعة الشرق الأدنى التي تأسست عام 1941. وشغل منصب مدير البرامج في الإذاعة العراقية وخبير البرامج الخاصة التثقيفية.

## سيرته
بدأ صبحي أبو لغد عمله في إذاعة الشرق الأدنى التي بُثت من يافا مع مجموعة من المذيعين والموسيقيين منهم جواد زاده وصبري الشريف وسمير أبو غزالة وغيرهم، وعلى اثر انسحاب بريطانيا من فلسطين بدأت الاذاعة تبث برامجها من قبرص وأصبح لها امتداد كبير في الوطن العربي وخصوصا في مصر.
في عام 1956 قصفت الطائرات البريطانية أجهزة الاذاعة المصرية قرب القاهرة فقدّم جميع الموظفين العرب العاملين في الإذاعة إستقالاتهم احتجاجاً على العدواني الثلاثي وأعلنوا وقوفهم إلى جانب مصر وجمال عبد الناصر. وفي عام 1959 جاءت سيارة عسكرية لمنزله وطلبت منه بناءً على اوامر الضابط اللبناني أحمد الحاج وطلب من وزارة الاعلام اللبنانيه لتنظيم الاذاعة وتقديم برامج وتمثيليات فساهم ورفاقه في الإشراف والتأهيل لإذاعة لبنان، وبعدها إنتقل برفقة روحي الخماش ومحمد الغصين وعبد المجيد ابو لبن وسميرة عزام ومحمد كريم للعمل في الإذاعة العراقية.
خدم في الإذاعة ستة عشر عاماً وزار خلالها جميع البلدان العربية، وامتاز بأنه قدم البرامج الثقافية في إطار خفيف. قدم بصوته دبلجة لأدوار "زوريل وبلاكي" من الرسوم اليابانية الشهير غراندايزر.

## قيل عنه
تقول المذيعة كلادس يوسف والملقبة بـ كروان الإذاعة العراقية: دخلت الإذاعة في خريف ١٩٥٦ في شهر أيلول وكانت إذاعة الشرق الأدنى من أنجح الإذاعات في ذلك الحين ومن خبرائها الفطاحل الأستاذ عبد المجيد أبو لبن والأستاذ صبحي أبو لغد وقد أسهما إسهاماً فعالاً في تأسيس معظم الإذاعات العربية وتفعيلها. أما دار الإذاعة العراقية فقد تعاقدتْ معهما فحضرا للإشراف على برامجها وقاما بدايةً بتدريبنا بعد أن خُصِّصت لهذا الغرض بناية قريبة من الإذاعة قرب السفارة الإيرانية في كرادة مريم. كنا يومها أربع متدربات وبيننا الكاتبة الراحلة سميرة عزام التي كانت تُعِدُّ وتقدِّم واحداً من أنجح البرامج هو (تحية الصباح).